# Изабел Браганса
Изабел Браганса (полное имя Изабел Кристина Леопольдина Августа Мигела Габриэла Рафаэла Гонзаго де Браганса (порт. Isabel Cristina Leopoldina Augusta Miguela Gabriela Rafaela Gonzaga de Bragança); 29 июля 1846, Рио-де-Жанейро, Бразилия — 14 ноября 1921, Э, Франция) — принцесса Бразилии (порт. Sua Alteza Imperial Princesa do Brasil), с 10 августа 1850 года наследница престола с титулом Её императорское высочество императорская принцесса Бразилии (порт. Sua Alteza Imperial Princesa Imperial do Brasil), Регент Бразилии в 1871—1872, 1876—1877 и 1887—1889 годах. 13 мая 1888 года подписала Золотой закон об отмене рабства в Бразилии.

## Биография
Старшая дочь императора Бразилии Педру II и его жены Терезы Кристины Бурбон-Сицилийской. После ранней смерти своих братьев, старшего, дона Афонсу (1845—1847) и младшего, дона Педру-Афонсу (1848—1850), Изабелла стала наследницей престола. Чтобы приготовить дочь к её будущим обязанностям, Педру II обеспечил ей хорошее образование. Следуя совету своей сестры Франсиски, император в 1855 году назначил на роль наставницы графиню Барраль, жену французского аристократа.

### Семья
Изабел была голубоглазой блондинкой со светлыми бровями, невысокого роста и немного полноватой. Её отец искал связи с королевским домом Франции, и первоначально женихом был герцог Пантьевр Пьер, сын принца де Жуанвиля. Его мать, принцесса Франсишка, была сестрой Педру и тёткой Изабел. Пьер, однако, не был заинтересован и отказался. Вместо него принц Жуанвиль предложил своих племянников — графа Гастона д’Э и принца Людвига Августа Саксен-Кобург-Готского — в качестве подходящих вариантов для имперских принцесс. Прибыв в начале сентября, Гастон описал принцесс непривлекательными, но решил, что Изабелла в меньшей степени дурна, чем её сестра. Со своей стороны, Изабелла, по её собственным словам, «начала чувствовать большую и нежную любовь» к Гастону.
15 октября 1864 года в Рио-де-Жанейро Изабел вышла замуж за французского принца Гастона Орлеанского (1842—1922), графа д’Э, старшего сына Луи Орлеанского, герцога де Немур и внука короля Франции Луи-Филиппа I.

### Дети
- Принцесса Луиза Виктория (1874—1874), мертворождённая;
- Принц Педру (1875—1940), принц Гран-Пара, затем принц Орлеан и Браганса. 14 ноября 1908 года вступил в морганатический брак с чешской графиней Елизаветой Добрженской (1875—1951), 30 октября 1908 года отказался от прав на наследование престола в пользу младшего брата;
- Принц Луиш Мария (1878—1920) — с 1908 года в браке с принцессой Марией Пией Бурбон-Сицилийской (1878—1973);
- Принц Антониу Гастан (1881—1918), не оставил потомства.